# Zürichgau

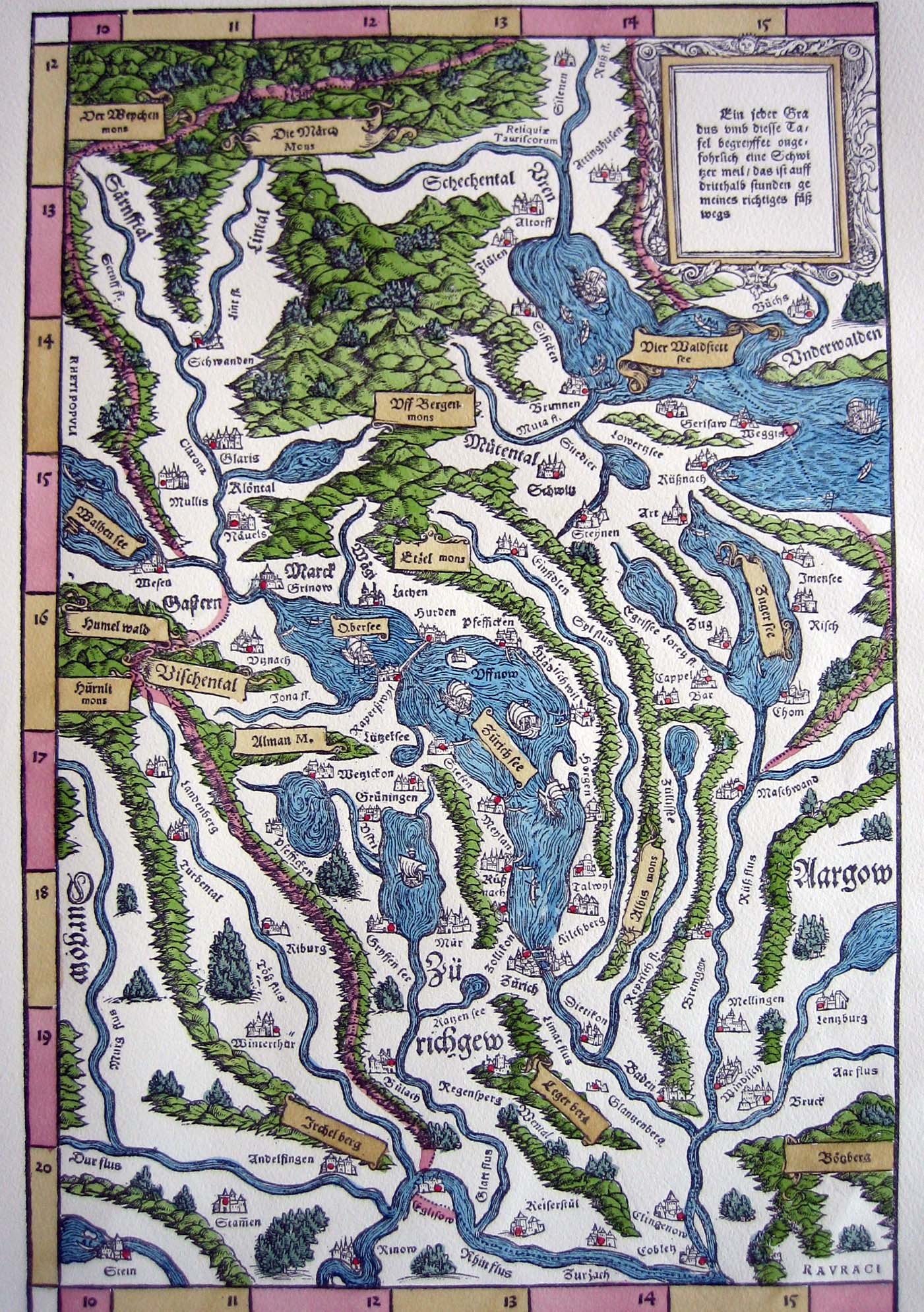
Der Zürichgew, eingezeichnet zwischen Turgow und Aargow, etwa das Gebiet zwischen Töss und Reuss (Stumpfsche Chronik von 1548)

Der Zürichgau (auch das Zürichgau) war ein mittelalterlicher Gau mit der Stadt Zürich als Zentrum. Ein erster Graf in Zurihgauuia lässt sich mit Pebo 741/46 nachweisen.
Ursprünglich eine Unterabteilung des Thurgau, wurde der Zürichgau als alemannischer Gau um 820 vom Thurgau abgetrennt, zunächst unter einem Grafen Ruadker. 
„Kontinuität und Gestalt des Comitats im Zürichgau werden dann seit Gerold (III) faßbar; zwischen 826 und 837 kommt dessen Name in 14 St. Galler Urkunden vor, bei denen die Tradita an der Ostspitze des Zürichsees lagen.“
Später folgte eine Reihe von Grafen aus der Familie der  Eberhardinger, aus denen später die Grafen von Nellenburg hervorgingen. 915 fiel der Zürichgau als Teil des Herzogtums Schwaben zusammen mit dem Thurgau per Heirat an die Burchardinger. Nach deren Aussterben im Mannesstamm 973 erhielten die Eberhardinger ihre Rechte zurück. Im Rahmen des Investiturstreits jedoch entzog König Heinrich IV. 1077 den papsttreuen Nellenburgern die Grafenrechte im Zürichgau und vergab sie an die Lenzburger. Diese herrschten bis zum Tod 1172 von Arnold IV. von Lenzburg-Baden als Landgrafen.
Der Zürichgau umfasste im Frühmittelalter das Becken des Zürichsees und das Limmattal (Teile des heutigen Kantons Zürich östlich der Glatt mitsamt dem Ort Winterthur zählten zum Thurgau). Er grenzte im Südosten (in der Linthebene) an Churrätien und im Norden (am Rhein) an den Alpgau.
Dazu umfasste er wesentliche Teile der damals erst spärlich besiedelten Gebiete der späteren Innerschweiz (Zug, Uri, Schwyz, Teile von Unterwalden und Glarus und die östlichen Gebiete von Luzern).
Dies änderte sich erst im Hochmittelalter mit dem Aufstieg des regionalen Ministerialadels und der Gründung neuer Städte (Luzern und Zug).
Im späten 12. Jahrhundert fiel dann der westliche Teil des Zürichgaus an die Habsburger und der östliche an die Kyburger. Die letzten Grafen des Zürichgaus, die Zähringer, starben 1218 aus und die Stadt Zürich wurde reichsunmittelbar. Habsburger Ansprüche in der Innerschweiz führten zur politischen Dynamik, die in die Entstehung der Alten Eidgenossenschaft mündete.
Im mittleren 14. Jahrhundert begann die territoriale Expansion Zürichs, und bis um 1450 fiel die Mehrheit des Zürichgaus, im Wesentlichen das Gebiet des Kantons Zürich, unter Zürcher Herrschaft. Teile des Zürichgaus links der Limmat wurden als östlicher Teil des Aargaus betrachtet und 1415 durch die Eidgenossen von den Habsburgern erobert. Im 15. und 16. Jahrhundert wurde der Begriff Zürichgau (Zürichgaw) weiter verwendet für das Herrschaftsgebiet der Stadt Zürich, der alternative Begriff „Kanton“ kam im Verlauf des 16. Jahrhunderts allmählich in Gebrauch, aber noch im späten 18. Jahrhundert konnte Zürichgow als deutsche Übersetzung für französisches canton de Zurich stehen.
Seit der Gründung des modernen Kantons Zürich 1831 findet „Zürichgau“ allenfalls noch antiquiert oder ironisch Verwendung.

## Grafen im Zürichgau
- (Rupert) Cancor († nach 782) (Robertiner) 745 Graf im Oberrheingau (Thurgau), 758 Graf im Breisgau, 775/778 Graf im Zürichgau, 754 Mitstifter von Kloster Lorsch, ⚭ Angila
- Gerold (III), ab 826 bis 867 nachweisbar, 832/34 für wenige Jahre auch Graf im Thurgau.[5]
- Hunfried III., um 850, Graf im Zürichgau (Burchardinger)
- Eberhard I. (Eberhardinger) um 900, Graf im Zürichgau, ⚭ Gisela
- Burchard II., (* 883 oder 884; † 29. April 926 gefallen in Novara), Herzog von Schwaben, heiratete dessen Tochter Regelinda
- Burchard III., (* 906 oder 915; † 11. oder 12. November 973)  Markgraf von (Chur-)Rätien, Graf im Thurgau und im Zürichgau und von 954 bis 973 Herzog von Schwaben
- Manegold I., Graf im Zürichgau (* um 940/50, † 991)
- Eberhard IV. im Zürichgau (* um 940, † 995) ⚭ Gisela
- Gottfried II.im Zürichgau (* 940, † 12. November 995)
- Eberhard V. (Eppo) von Nellenburg (Sohn des Manegold I. im Zürichgau; * um 980/90, † Febr. ca. 1030/34) ⚭ Hedwig von Egisheim (* um 990, † nach 1044)
- Eberhard VI. von Nellenburg, Graf im Zürichgau ab 1036 (genannt „der Selige“; * um 1015, † 26. März 1078/1. März 1080) ⚭ Ita (* 1015, † 26. Feb.1106); dessen Sohn
- Ulrich II. († nach 1077), Graf von Lenzburg, ab 1077 Graf im Zürichgau, Vogt von Zürich, ⚭ Richenza von Habsburg
- Wernher († vor 1167): Reichsvogt von Zürich, Landgraf im Zürichgau, Teilnehmer am Zweiten Kreuzzug, Graf des Bleniotales und der Leventina
- Ulrich IV. (* vor 1125; † 5. Januar 1173): letzter Lenzburger, Teilnehmer am Italienzug von Kaiser Lothar III. und am Zweiten Kreuzzug, enger Vertrauter von König Konrad III. und Berater von Kaiser Friedrich I., Graf des Bleniotales